# .af
.af là tên miền Internet quốc gia (ccTLD) dành cho Afghanistan. Nó được quản lý bởi AFGNIC, phục vụ của Chương trình Phát triển Liên Hợp Quốc và Chính phủ Hồi giáo Chuyển tiếp Afghanistan. Tính đến ngày 26 tháng 8 năm 2020, .af đã được 5960 miền sử dụng.
Đăng ký được thực hiện trực tiếp nếu đăng ký tên miền cấp độ hai hoặc cấp thứ ba dưới các miền phụ được phân loại khác nhau ở cấp  hai. Miền cấp ba có các hạn chế dựa trên miền cấp hai mà chúng được đăng ký. Đăng ký ở cấp hai là không hạn chế, nhưng đắt hơn. Tất cả các khoản phí đều cao hơn đối với người đăng ký quốc tế.
Miền .af được giao cho Abdul Razeeq vào năm 1997, một năm sau khi các chiến binh Taliban chiếm được Kabul và thành lập Tiểu vương quốc Hồi giáo Afghanistan. NetNames of London ban đầu duy trì miền sau một thỏa thuận với IANA. Razeeq sau đó biến mất, tạm dừng một số dịch vụ. Miền được mở lại vào ngày 10 tháng 3 năm 2003 như một chương trình hợp tác giữa UNDP và Bộ Truyền thông Afghanistan.

## Tên miền cấp 2
- .gov.af
- .com.af
- .org.af
- .net.af
- .edu.af
- .tv.af
- .media.af[4]